# Bầu cử tổng thống Syria 2014
Bầu cử tổng thống Syria 2014 (tiếng Ả Rập: الانتخابات الرئاسية السورية 2014) được tổ chức vào ngày 3 tháng 6 năm 2014 tại Syria. Đây là cuộc bầu cử tổng thống lần đầu tiên kể từ khi Đảng Ba'ath cầm quyền vào năm 1963 và đất nước xảy ra nội chiến vào năm 2011.
Tổng thống Bashar al-Assad giành tuyệt đối với tỷ lệ 92,20% phiếu bầu, hai ứng cử viên còn lại là Hassan al-Nouri và Maher Hajjar lần lượt giành 4,47% và 3,33% phiếu bầu. Với kết quả trên, Bashar al-Assad tái đắc cử nhiệm kỳ tổng thống lần thứ ba và nhậm chức tổng thống vào ngày 16 tháng 7 năm 2014.

## Kết quả
| Ứng cử viên                  | Ứng cử viên                  | Đảng                         | Phiếu bầu  | %      |
| ---------------------------- | ---------------------------- | ---------------------------- | ---------- | ------ |
|                              | Bashar al-Assad              | Đảng Ba'ath                  | 10.319.723 | 92.20  |
|                              | Hassan al-Nouri              | NIACS                        | 500.279    | 4.47   |
|                              | Maher Hajjar                 | Không đảng phái              | 372.301    | 3.33   |
| Tổng cộng                    | Tổng cộng                    | Tổng cộng                    | 11.192.303 | 100.00 |
|                              |                              |                              |            |        |
| Phiếu bầu hợp lệ             | Phiếu bầu hợp lệ             | Phiếu bầu hợp lệ             | 11.192.303 | 96.20  |
| Phiếu bầu không hợp lệ/trống | Phiếu bầu không hợp lệ/trống | Phiếu bầu không hợp lệ/trống | 442.108    | 3.80   |
| Tổng cộng phiếu bầu          | Tổng cộng phiếu bầu          | Tổng cộng phiếu bầu          | 11.634.411 | 100.00 |
| Cử tri phiếu bầu đã đăng ký  | Cử tri phiếu bầu đã đăng ký  | Cử tri phiếu bầu đã đăng ký  | 15.845.575 | 73.42  |
| Nguồn: SANA (WA), SANA (WA)  |                              |                              |            |        |